# ادوارد ژوزه
ادوارد ژوزه (فرانسوی: Edward José‎؛ زادهٔ حوالی سال ۱۸۸۰ – ۱۸ دسامبر ۱۹۳۰) کارگردان و بازیگر اهل بلژیک بود.
از فیلم‌ها یا برنامه‌های تلویزیونی که وی در آن نقش داشته است می‌توان به آنا کارنینا، ماجرای یک ابله و لکه ننگ اشاره کرد.